# Erich Haenisch
Erich Haenisch (* 27. August 1880 in Berlin; † 21. Dezember 1966 in Stuttgart) war ein deutscher Sinologe, Mongolist und Mandschurist. Er war Schüler von Wilhelm Grube.

## Leben
An der Universität Berlin war Erich Haenisch ab 1913 Privatdozent, ab 1920 außerordentlicher Professor; ab 1925 lehrte er kurzzeitig an der Universität Göttingen, wechselte aber noch im selben Jahr an die Universität Leipzig. Ab 1932 kehrte er als Professor für Sinologie an die Universität Berlin zurück. Parallel dazu war er von 1927 bis 1951 Professor der ostasiatischen Kultur und Sprachwissenschaften in München. Haenisch hatte umfangreiche internationale Kontakte und war auch akademischer Lehrer ausländischer Sinologen wie des US-Amerikaners George A. Kennedy.
Sein Lehrgang der klassischen chinesischen Schriftsprache war lange Zeit das maßgebende Lehrwerk im deutschsprachigen Raum. Eine Pionierarbeit ist seine Übersetzung und Erläuterung der Geheimen Geschichte der Mongolen: aus einer mongolischen Niederschrift des Jahres 1240 von der Insel Kode'e im Keluren-Fluss. Im Jahre 1937 hatte Haenisch den Originaltext, Manghol un niuca tobca'an, ediert, zu dem er 1939 ein Wörterbuch erscheinen ließ und 1940 die erste Übersetzung vorlegte.
Haenisch war der einzige deutsche Sinologe, der sich bei den Behörden für die Entlassung des französischen Sinologen Henri Maspero aus dem KZ Buchenwald einsetzte. Maspero war am 26. Juli 1944 mit seiner Frau von der Gestapo verhaftet worden, weil sein Sohn in der Resistance aktiv war. Da ihn seine Kollegen nicht unterstützten, waren diese Gesuche erfolglos, und Maspero starb am 17. März 1945 in Buchenwald an Entkräftung. Masperos Frau konnte in Pommern durch die sowjetische Armee befreit werden.
Seit 1930 war Haenisch Mitglied der Sächsischen Akademie der Wissenschaften zu Leipzig, 1942 wurde er als ordentliches Mitglied in die Preußische Akademie der Wissenschaften aufgenommen. Nach dem Zweiten Weltkrieg gehörte er bis 1966 der Deutschen Akademie der Wissenschaften zu Berlin an. Er wurde 1955 korrespondierendes Mitglied der Bayerischen Akademie der Wissenschaften.
Haenisch war mit einer Enkelin des altmärkischen Heimatforschers Theodor Zechlin verheiratet und ein Cousin des preußischen Kultusministers und Regierungspräsidenten von Wiesbaden Konrad Haenisch. Der Japanologe und Bibliotheksdirektor Wolf Haenisch war sein Sohn.

## Ehrungen
- 1965: Großes Verdienstkreuz mit Stern der Bundesrepublik Deutschland

## Veröffentlichungen (Auswahl)
- Die Geheime Geschichte der Mongolen. Aus einer mongolischen Niederschrift des Jahres 1240 von der Insel Kode’e im Keluren-Fluss. Leipzig: Harrassowitz Verlag, 1948
- Die viersprachige Gründungsinschrift des Tempels An-yüan-miao in Jehol vom Jahre 1765 (= Abhandlungen der Akademie der Wissenschaften und der Literatur. Geistes- und sozialwissenschaftliche Klasse. Jahrgang 1950, Band 15). Verlag der Wissenschaften und der Literatur in Mainz (in Kommission bei Franz Steiner Verlag, Wiesbaden).
- Sino-mongolische Dokumente vom Ende des 14. Jahrhunderts. Berlin: Akademie-Verlag 1952
- Mongolica der Berliner Turfan-Sammlung. Ia. Friedrich Weller: Zum Blockdruckfragmente des Mongolischen Bodhicaryavatara der Berliner Turfansammlung. Abhandlungen der Deutschen Akademie der Wissenschaften zu Berlin. Klasse für Sprachen, Literatur und Kunst. Jahrgang 1954 Nr. 2. Akademie-Verlag Berlin 1955
- Mandschu-Grammatik. Mit Lesestücken und 23 Texttafeln. Leipzig: VEB Verlag Enzyklopädie, 1961
- Lehrgang der klassischen chinesischen Schriftsprache. Studienausg.: Teilbände I und II  — 3., unveränd. Aufl.  Leipzig: Verlag Enzyklopädie, 1988, ISBN 3-324-00097-1
- Lehrgang der klassischen chinesischen Schriftsprache. Studienausg.: Teilbände III und IV — 2., unveränd. Aufl. Leipzig: Verlag Enzyklopädie, 1988, ISBN 3-324-00020-3

Ein ausführliches Schriftenverzeichnis findet sich auf den Seiten 3–11 der Festschrift für Haenisch von Herbert Franke.